# Hylarana laterimaculata
Hylarana laterimaculata är en groddjursart som först beskrevs av Barbour och Noble 1916.  Hylarana laterimaculata ingår i släktet Hylarana och familjen egentliga grodor. IUCN kategoriserar arten globalt som livskraftig. Inga underarter finns listade i Catalogue of Life.